# کاجاوان
کاجاوان (ارمنی: Քաջավան؛ ترکی آذربایجانی: Əmiranlar) یک منطقهٔ مسکونی در جمهوری آرتساخ است که در استان مارتونی واقع شده‌است